# Amando de Ossorio
Amando de Ossorio (6 avril 1918 – 13 janvier 2001) est un réalisateur espagnol spécialisé dans le film d'horreur et connu plus particulièrement pour sa tétralogie dite « des Templiers », dans laquelle apparaît un tout nouveau type de mort-vivant. Il a aussi réalisé et scénarisé une œuvre conséquente dans l'horreur comptant des films de vampires, ou traitant le sujet de la possession, ainsi que quelques westerns et films érotiques.

## Filmographie
- 1956 : La bandera negra
- 1964 : Les Pistoleros (it) (La tumba del pistolero)
- 1966 : La Frontière de la haine ou Massacre à Hudson River (Rebeldes en Canadá)
- 1967 : Pasto de fieras
- 1967 : La Fille du patio (La niña del patio)
- 1967 : Arquitectura hacia el futuro
- 1968 : Les Infirmières (Escuela de enfermeras)
- 1969 : Malenka la Vampire (Malenka, la nipote del vampiro)
- 1971 : La Révolte des morts-vivants (La noche del terror ciego), premier volet de la tétralogie des Templiers
- 1973 : Les Nuits d'amour des sorcières (La noche de los brujos)
- 1973 : Le Retour des morts-vivants (El ataque de los muertos sin ojos), deuxième volet de la tétralogie
- 1974 : Las garras de Lorelei (it)
- 1974 : Le Monde des morts-vivants (El buque maldito), troisième volet de la tétralogie
- 1975 : La Chevauchée des morts-vivants (La noche de las gaviotas), dernier volet de la tétralogie
- 1975 : La endemoniada (it)
- 1976 : Las alimañas
- 1977 : Dans les griffes du loup-garou (La maldicion de la bestia)
- 1980 : Ça fait du bien (Pasión prohibida)
- 1984 : Hydra, le monstre des profondeurs (Serpiente del mar)